# Њу Хејвен (Кентаки)
Њу Хејвен (енгл. New Haven) град је у америчкој савезној држави Кентаки.

## Демографија
По попису из 2010. године број становника је 855, што је 6 (0,7%) становника више него 2000. године.
| Група             | 2000.       | 2010.       |
| Белци             | 822 (96,8%) | 832 (97,3%) |
| Афроамериканци    | 9 (1,1%)    | 1 (0,1%)    |
| Азијати           | 2 (0,2%)    | 0 (0,0%)    |
| Хиспаноамериканци | 10 (1,2%)   | 6 (0,7%)    |
| Укупно            | 849         | 855         |